# Kolokwium
Kolokwium (łac. colloquium „rozmowa”) – egzamin w szkołach wyższych, pierwotnie przybierający formę ustną, wtórnie również pisemną. Nierzadko związany jest z zaliczeniem ćwiczeń lub seminariów. Kolokwium stanowi podstawę zaliczenia przedmiotu studiów (częściowego bądź całkowitego).
Mianem kolokwium określa się również spotkanie zwołane w celu przeanalizowania jakiejś problematyki.